# أنتوني إبرامز
أنتوني إبرامز (بالإنجليزية: Anthony Abrams)‏ هو لاعب كرة قدم غياني، ولد في 3 أكتوبر 1979 في جورج تاون في غيانا. شارك مع منتخب غيانا لكرة القدم. أما مع النوادي، فقد لعب مع كاليدونيا إي آي إي ونادي جو بابليك.

## وصلات خارجية
- أنتوني إبرامز على موقع الاتحاد الدولي (مؤرشف)  (الإنجليزية)
- أنتوني إبرامز على موقع قاعدة بيانات كرة القدم.إي يو (الإنجليزية)
- أنتوني إبرامز على موقع ناشيونال فوتبول تيمز (الإنجليزية)
- أنتوني إبرامز على موقع Soccerway.com (الإنجليزية)